# Joseph Borkin
Joseph Borkin est un essayiste américain.

## Biographie
De 1938 à 1946, Borkin est le conseiller économique en chef de la division anti-trust du département de la Justice des États-Unis et est responsable de l'enquête sur les cartels dominés par l'entreprise IG Farben durant la guerre,,.

## Œuvres
en anglais
- The Crime and Punishment of I.G. Farben Texte en ligne
- Avec Charles Welsh, Germanys Master Plan : The Story of Industrial Offensive, Duell, Sloan, and Pearce:  NY. 1943
- The Corrupt Judge. An Inquiry Into Bribery & Other High Crimes & Misdemeanors in the Federal Courts, Clarkson N. Potter, Inc., 1962
- robert r young the populist of wall street, harper & row, 1954
- Avec Frank Waldrop, Television: A Struggle for Power (History of Broadcasting : Radio to Television Series)
- avec Charles Welsh: Gong ye jin gong zhi gu shi. Shanghai: Shang wu yin shu guan, 1946.

en allemand
- Die unheilige Allianz der IG Farben. Eine Interessengemeinschaft im Dritten Reich.